# Miltonidium salvadoi
Miltonidium salvadoi är en orkidéart som beskrevs av Guido Frederico João Pabst och Arthur Ferreira de Mello. Miltonidium salvadoi ingår i släktet Miltonidium och familjen orkidéer. Inga underarter finns listade i Catalogue of Life.